# 大東京音頭 (アルバム)
『大東京音頭』は、1979年9月にビクター音楽産業（現：JVCケンウッド・ビクターエンタテインメント）より発売された橋幸夫のLP盤のオリジナルアルバム（SJX-20160）。

## 概要
- 東京12チャンネル（現・テレビ東京）が開局15周年記念で企画した『大東京音頭』（作詞：津田常晴、補作詞：藤田まさと、作曲：遠藤実、編曲：前田俊明）は、各レコード会社からの競作となった[1]が、橋幸夫と金沢明子のビクター版が一番ヒットした[2]。
- これをうけて、「大東京音頭」をタイトルとした、オリジナルアルバムが企画された。
- アルバムジャケットは、シングルのデザインをそのまま踏襲し、『大東京音頭』で共演した金沢明子との共作となっており、「橋幸夫と金沢明子がおおいに歌いまくる民謡競演アルバム」と記されている[3]。
- 橋の民謡アルバムとしては、1964年12月にビクターレコードより発売された『橋幸夫・民謡をうたう』以来の作品となっている。

## 収録曲
A面
1. 大東京音頭
作詞：津田常晴、補作詞：藤田まさと、作曲：遠藤実、編曲：前田俊明
2. 真室川音頭
山形県民謡、編曲：一ノ瀬義孝
3. 五ツ木の子守唄
熊本県民謡、編曲：一ノ瀬義孝
4. 黒田節
福岡県民謡、編曲：一ノ瀬義孝
5. 草津節
群馬県民謡、編曲：一ノ瀬義孝
6. 串本節
和歌山県民謡、編曲：一ノ瀬義孝

B面
1. 会津磐梯山
福島県民謡
2. 佐渡おけさ
新潟県民謡
3. そうらん節
北海道民謡、編曲：河合英郎
4. 花笠音頭
山形県民謡
5. よさこい節
高知県民謡
6. 北海盆唄
北海道民謡

唄　
- 橋幸夫・金沢明子（Ａ-1）
- 橋幸夫（Ａ-2～Ａ-6）
- 金沢明子（Ｂ-1～Ｂ-6）

## 共演
金沢明子